# Gu Hua
Luo Hongyu (xinès: 罗鸿玉) (1942) conegut amb el nom d'escriptor Gu Hua (xinès simplificat: 古华), escriptor xinès, Premi Mao Dun de Literatura de l'any 1982, per la seva novel·la "A Small Town Called Hibiscus 芙蓉镇".

## Biografia
Gu Hua va néixer el 20 de juny de 1942 al districte de Jiahe, al sud de Hunan (Xina) al peu de les muntanyes Wuling, no gaire lluny de les fronteres amb Guangdong i Guangxi.
El pare de Gu Hua era comptable i funcionari al Guomindang; va morir el 1952, quan Gu Hua tenia deu anys, deixant al seu germà gran a càrrec de la família, la seva mare i els seus quatre fills menors. Durant l'estiu de 1958, Luo es va veure obligat a aturar els seus estudis i ajudar a l'economia familiar fent de mestre en l'escola del seu poble. El 1959 va ser admès a la Escola Agrícola de Zhangzhou i després de La Gran Fam de la Xina, el 1961 va ser enviat a treballar al Centre de Recerca Agrícola de Qiaokou, on hi va viure durant 14 anys. Es va casar amb una de les seves companyes del Centre i va participar en els diversos moviments polítics de l'època, sense grans problemes. Va escriure la seva primera novel·la el novembre de 1961: "Little Sister Apricot" ("杏 妹"). Malgrat el seu nivell social, gràcies al suport de directius de Zhangzhou i del Centre de Recerca, la novel·la es publicà el 1962.
Durant l'època de la Revolució Cultural, el 1970 va ser enviat a un centre forestal de les muntanyes de Wuling, però on hi va escriure part de les seves novel·les, i a la tardor de 1975, va ser traslladat com a guionista a un grup folklòric de Zhengzhou.
Després de la Revolució Cultural va centrar-se en escriure sobre els excessos de la Revolució. i part de la seva obra s'ha inclòs com a representativa del moviment de la "literatura de les cicatrius".
Les seves obres descriuen el món rural amb la vida i les tradicions populars, especialment relacionades amb la zona de Hunan on hi va néixer, amb un estil realista i minuciós.
El 1980 fou admès a l'Associació d'Escriptors de Hunan de la que en fou el President.
Després de les protestes de la plaça de Tian'anmen de 1989, Gu Hua va emigrar a Vancouver al Canada.

### Obres destacades
Etapa de la Revolució cultural:
- 1971: La vallée des pins rouges "红松谷"

- 1972: Sur la voie d'une récolte record "丰收路上"

- 1972: Nouvelle histoire de la « tornade verte » "绿旋风”新传"

- 1973: La petite sœur dans la montagne "山里妹娃"

- 1974: Chronique du village du Tertre du printemps "春陵村纪事"

- 1974: Le chant de Mangchuan "莽川歌"

- 1974: La légende du lac Yangtian "仰天湖传奇"

- 1976: Bruissements à Shanchuan "山川呼啸"

Anys 80:
- 1981: Une petite maison de bois couverte de lierre "爬满青藤的木屋"

- 1981: A Small Town Called Hibiscus "芙蓉镇"(fúróng zhén) on descriu els estralls soferts en els pobles del país provocats per la situació política.Va obtenir un gran èxit i ha estat traduïda a més de dotze idiomes.[3]

- 1982: La Crête de la Pagode "浮屠岭"

- 1984: Le Village de la sœur "姐姐寨"

- 1985: Les Veuves vierges "贞女" on reflecteix l'immutable i miserable destí de la dona a la societat xinesa.[1]

### Adaptacions cinematogràfiques
- 1984: A Cabin Covered with Ivy "爬满青藤的木" dirigida per Xiang Lin 向霖

- 1986: Hibiscus Town ó també traduïda a l'anglès com "A Small Town Called Hibiscus" "芙蓉镇" adaptada per Xie Jin 谢晋

- 1987: Serious Women "贞女" de Huang Jianzhon